# Anna Sofia di Prussia
Anna Sofia di Hohenzollern (Königsberg, 11 giugno 1527 – Lübz, 6 febbraio 1591) è stata una principessa prussiana e duchessa consorte di Meclemburgo-Schwerin.

## Biografia
Era figlia del duca Alberto I di Prussia e della prima moglie Dorotea di Danimarca. Da sua madre, ha ricevuto una formazione estensiva in neuropatia e ginecologia. Già nel 1546, le tenute di Prussia avevano concordato una cosiddetta "tassa dote" per fornire la dote di 30.000 fiorini per quando si sarebbe sposata.

## Matrimonio e discendenza
Venne data in moglie a Giovanni Alberto I di Meclemburgo-Schwerin che sposò a Wismar il 24 febbraio 1555. Come regalo di nozze, suo padre mediò una disputa tra suo marito e suo fratello Ulrico, duca di Meclemburgo.
Diede al marito tre figli:
- Alberto (19 dicembre 1556-2 marzo 1561);
- Giovanni (7 marzo 1558-22 marzo 1592);
- Sigismondo Augusto (1561-1603).

In occasione del suo matrimonio, il duca Giovanni Alberto I fece ristrutturare il palazzo Fürstenhof a Wismar in stile rinascimentale. Dopo il matrimonio, Giovanni Alberto I e la sua sposa si trasferirono in questo palazzo. Venne descritta come una madre amorevole.
Giovanni Alberto I rimase fedele alleato di suo suocero, del Sacro Romano Impero e della Livonia. Dal momento che il Duca Alberto non aveva figli suoi sopravvissuti, tentò più volte, senza successo, di rendere Giovanni Alberto I il suo erede e successore nel Ducato di Prussia.

## Morte
Dopo che Giovanni Alberto I morì nel 1576, Anna Sofia si ritirò a Lübz, dove morì nel 1591. Fu sepolta nella cattedrale di Schwerin.

## Ascendenza
|                                   |                          |                                 | Genitori                         |  |  | Nonni |  |  | Bisnonni                   |  |  | Trisnonni                 |  |
|                                   |                          |                                 |                                  |  |  |       |  |  | Alberto III di Brandeburgo |  |  | Federico I di Brandeburgo |  |
|                                   |                          |                                 |                                  |  |  |       |  |  | Alberto III di Brandeburgo |  |  | Federico I di Brandeburgo |  |
|                                   |                          | Elisabetta di Baviera-Landshut  |                                  |  |  |       |  |  | Alberto III di Brandeburgo |  |  |                           |  |
| Federico I di Brandeburgo-Ansbach |                          |                                 |                                  |  |  |       |  |  | Alberto III di Brandeburgo |  |  |                           |  |
|                                   |                          | Anna di Sassonia                | Federico II di Sassonia          |  |  |       |  |  |                            |  |  |                           |  |
|                                   |                          | Anna di Sassonia                | Federico II di Sassonia          |  |  |       |  |  |                            |  |  |                           |  |
|                                   |                          | Anna di Sassonia                | Margherita d'Austria             |  |  |       |  |  |                            |  |  |                           |  |
| Alberto I di Prussia              |                          | Anna di Sassonia                |                                  |  |  |       |  |  |                            |  |  |                           |  |
|                                   |                          | Casimiro IV di Polonia          | Ladislao II Jagellone            |  |  |       |  |  |                            |  |  |                           |  |
|                                   |                          | Casimiro IV di Polonia          | Ladislao II Jagellone            |  |  |       |  |  |                            |  |  |                           |  |
|                                   |                          | Casimiro IV di Polonia          | Sofia Alšėniškė                  |  |  |       |  |  |                            |  |  |                           |  |
| Sofia di Polonia                  |                          | Casimiro IV di Polonia          |                                  |  |  |       |  |  |                            |  |  |                           |  |
|                                   |                          | Elisabetta d'Asburgo            | Alberto II d'Asburgo             |  |  |       |  |  |                            |  |  |                           |  |
|                                   |                          | Elisabetta d'Asburgo            | Alberto II d'Asburgo             |  |  |       |  |  |                            |  |  |                           |  |
|                                   |                          | Elisabetta d'Asburgo            | Elisabetta di Lussemburgo        |  |  |       |  |  |                            |  |  |                           |  |
| Anna Sofia di Prussia             |                          | Elisabetta d'Asburgo            |                                  |  |  |       |  |  |                            |  |  |                           |  |
|                                   | Cristiano I di Danimarca | Dietrich di Oldenburg           |                                  |  |  |       |  |  |                            |  |  |                           |  |
|                                   | Cristiano I di Danimarca | Dietrich di Oldenburg           |                                  |  |  |       |  |  |                            |  |  |                           |  |
|                                   | Cristiano I di Danimarca | Edvige di Schauenburg           |                                  |  |  |       |  |  |                            |  |  |                           |  |
| Federico I di Danimarca           | Cristiano I di Danimarca |                                 |                                  |  |  |       |  |  |                            |  |  |                           |  |
|                                   |                          | Dorotea di Brandeburgo-Kulmbach | Giovanni di Brandeburgo-Kulmbach |  |  |       |  |  |                            |  |  |                           |  |
|                                   |                          | Dorotea di Brandeburgo-Kulmbach | Giovanni di Brandeburgo-Kulmbach |  |  |       |  |  |                            |  |  |                           |  |
|                                   |                          | Dorotea di Brandeburgo-Kulmbach | Barbara di Sassonia-Wittenberg   |  |  |       |  |  |                            |  |  |                           |  |
| Dorotea di Danimarca              |                          | Dorotea di Brandeburgo-Kulmbach |                                  |  |  |       |  |  |                            |  |  |                           |  |
|                                   |                          | Giovanni I di Brandeburgo       | Alberto III di Brandeburgo       |  |  |       |  |  |                            |  |  |                           |  |
|                                   |                          | Giovanni I di Brandeburgo       | Alberto III di Brandeburgo       |  |  |       |  |  |                            |  |  |                           |  |
|                                   |                          | Giovanni I di Brandeburgo       | Anna di Sassonia                 |  |  |       |  |  |                            |  |  |                           |  |
| Anna del Brandeburgo              |                          | Giovanni I di Brandeburgo       |                                  |  |  |       |  |  |                            |  |  |                           |  |
|                                   |                          | Margherita di Sassonia          | Guglielmo III di Sassonia        |  |  |       |  |  |                            |  |  |                           |  |
|                                   |                          | Margherita di Sassonia          | Guglielmo III di Sassonia        |  |  |       |  |  |                            |  |  |                           |  |
|                                   |                          | Margherita di Sassonia          | Anna d'Asburgo                   |  |  |       |  |  |                            |  |  |                           |  |
|                                   |                          | Margherita di Sassonia          |                                  |  |  |       |  |  |                            |  |  |                           |  |